# Gli amici del cuore
Gli amici del cuore (Le miracle de l'amour) è una serie televisiva francese in 159 episodi trasmessi per la prima volta nel corso di una sola stagione dal 1995 al 1996.

## Trama
È il seguito di Hélène e i suoi amici. È una sitcom incentrata sulle vicende delle universitaria Hélène Girard e dei suoi amici che vivono nella stessa grande casa.

## Personaggi e interpreti
- Hélène, interpretata da Hélène Rollès, doppiata da Rossella Acerbo.
- Nicolas, interpretato da Patrick Puydebat, doppiato da Massimo De Ambrosis.
- Laly, interpretata da Laly Meignan, doppiata da Georgia Lepore.
- Sébastien, interpretato da Sébastien Courivaud, doppiato da Simone Mori.
- José, interpretato da Philippe Vasseur, doppiato da Roberto Gammino.
- Bénédicte, interpretata da Laure Guibert, doppiata da Paola Majano.
- Christophe, interpretato da Nicolas Bikialo, doppiato da Vittorio De Angelis.
- Adeline/Manuela, interpretata da Manuela Lopez, doppiata da Silvia Tognoloni.
- Olivier, interpretato da Olivier Casadesus, doppiato da Riccardo Rossi.
- Linda, interpretata da Lynda Lacoste, doppiata da Barbara De Bortoli.
- Jimmy, interpretato da Tom Schacht, doppiato da Massimo De Ambrosis.
- Cynthia, interpretata da Annette Schreiber.
- Nathalie, interpretata da Karine Lollichon, doppiata da Cristina Boraschi.

## Produzione
La serie fu prodotta da AB Productions e TF1

### Registi
Tra i registi della serie sono accreditati:
- Gérard Espinasse
- Olivier Altman
- Bruno Bouvier
- Pierre Cavassilas
- Marianne Fossorier
- Dominique Giuliani
- Jacques Samyn
- Jean-Pierre Spiero

### Sceneggiatori
Tra gli sceneggiatori della serie sono accreditati:
- Jean-Luc Azoulay
- Emmanuelle Mottaz

## Distribuzione
La serie fu trasmessa in Francia dal 20 febbraio 1995 all'8 marzo 1996 sulla rete televisiva TF1. In Italia è stata trasmessa su Italia 1 con il titolo Gli amici del cuore.

## Episodi
| Stagione       | Episodi | Prima TV Francia |
| -------------- | ------- | ---------------- |
| Prima stagione | 160     | 1995-1996        |